# Le Ciel sur la tête (téléfilm)
 (février 2019).
Si vous disposez d'ouvrages ou d'articles de référence ou si vous connaissez des sites web de qualité traitant du thème abordé ici, merci de compléter l'article en donnant les références utiles à sa vérifiabilité et en les liant à la section « Notes et références ».
Pour les articles homonymes, voir Le Ciel sur la tête (homonymie).
Pour plus de détails, voir Fiche technique et Distribution.
Le Ciel sur la tête est un téléfilm réalisé en 2006 par Régis Musset, diffusé pour la première fois le 11 avril 2007 sur France 2.

## Synopsis
Ce téléfilm met en scène Jérémy, un jeune cadre dynamique de 30 ans, qui annonce à ses parents, lors d'un week-end en famille, qu'il vit avec un autre homme. Cette nouvelle suscite tout d'abord une grande incompréhension pour ses parents qui se retrouvent confrontés chacun leur tour à leur réflexes et codes intimes puis à une totale désorientation qu'ils devront affronter grâce à la communication, tout en affrontant le regard de leur entourage. Enfin, ils commencent à cheminer vers l'acceptation de leur fils, qui n'est finalement pas si différent de celui qu'ils avaient connus jusqu'alors et par cette épreuve renforcer les liens de leur union.

## Fiche technique
- Titre original : Le Ciel sur la tête
- Réalisateur : Régis Musset
- Scénario : Nicolas Mercier
- Premier assistant réalisateur : Thierry Peythieu
- Assistants réalisateur : Frédéric Betaillole, Florence Bermond
- Photographie : Christophe Paturange
- Cadreur et Steadycamer : Éric Bialas
- Opérateur : Marc-Antoine Beldent
- Premiers assistants opérateur : Christophe Blémon, Hugues Espinasse
- Assistants opérateur : Jean-Sébastien De Casamayor, Anne-Sophie Cozette
- Scripte : Catherine Galand
- Casting : René Tollemer, Clinda Dubart
- Montage : Diane Logan, Mélanie Bigeart
- Maquillage : Pascale Fau, Nadime Lacam
- Coiffure : Christine Paquiet, Géraldine Vacellier
- Musique : Sébastien Souchois
- Costumes : Patricia Saalburg, Corinne Campillo-Belmonte
- Habilleuse : Stéphanie Watrigant
- Son : Sébastien Wera
- Post-production Son : Hervé Le Coz
- Bruitages : Patrick Martinache
- Directs et enregistrements bruitages : Tristan Jaoul
- Étalonnage : Carine Suquet
- Mixage : Christophe Couget-Moreno
- Conformation HD : Guillaume Bauer
- Production : Mounia Mary
- Pays d’origine :  France
- Langue originale : Français
- Format : Couleur / 2,35:1 / 35 mm / Dolby Digital ou DTS
- Durée : 90 minutes

## Distribution
- Charlotte de Turckheim : Rosine
- Bernard Le Coq : Guy
- Arnaud Binard : Jérémy
- Olivier Guéritée : Robin
- Franck de la Personne : Yvan
- Stéphane Boucher : Pascal
- Thierry Desroses : Serge
- Pierre Deny : Marc
- Chantal Ladesou : Nicole
- Jacqueline Duzan : Secrétaire usine
- Joël Barc : Ouvrier usine
- Fadia Oudjani : Sylvie, la vendeuse du bureau de tabac
- Sylvain Pillet : Le syndicaliste
- Chantal Ravalec : Mme Lechabre
- Frédéric Kneip : Patrick
- Marc Samuel : Jean-Claude
- Régis Musset : Le réalisateur

## Récompense
Ce téléfilm a reçu le prix « Best Foreign Narrative Feature » de l'édition 2007 du New York Lesbian and Gay Film Festival (en).